# Pazifische Auster
Die Pazifische Auster (Magallana gigas, Syn.: Crassostrea gigas), auch Pazifische Felsenauster ist die kommerziell wichtigste Austernart mit einem Weltmarktanteil von 93,7 % (2003). Sie heißt auf Französisch Huître creuse (du Pacifique) und auf Englisch Pacific (cupped) oyster. Diese Austernart ist ausgesprochen robust und krankheitsresistent, und sie wächst sehr schnell.

## Merkmale
Das ungleichklappige Gehäuse wird 8 bis 30 cm lang, in seltenen Ausnahmefällen sogar bis zu 40 cm lang. Die rechte „obere“ Klappe ist flach mit einem niedrigen runden Wirbel. Die linke, „untere“ Klappe ist größer und stark gewölbt. Sie besitzt einen gut entwickelten Wirbel, der viel höher ist als der der rechten Klappe. Der Umriss ist stark variabel, meist in Abhängigkeit vom Untergrund. Auf Hartgründen ist sie meist rundlich, auf weicheren Untergründen oft eiförmig-länglich und in kleinen Austernriffen oft mit unregelmäßigen Rändern. Das Schloss weist keine Zähne auf. Das Ligament liegt extern auf beiden Seiten des Wirbels. Das Resilium ist völlig fibrös ausgebildet und verbindet beiden Klappen durch lamellare Lagen. Es ist nur ein einziger, dafür recht großer, pink- oder violettfarbener Schließmuskel vorhanden. Dorsal ist ein zusätzlicher Muskel vorhanden (Quenstedt-Muskel).
Die kalzitische Schale ist sehr dick, sehr hart und schwer. Der Gehäuserand besitzt eine scharfe Kante, ist innen nicht gekerbt. Die Oberfläche weist konzentrische und sehr unregelmäßige Lamellen auf. Die Farbe ist meist weißlich, grau, gelegentlich auch bräunlich oder grünlich.
Rechte und linke Klappe des gleichen Tieres:

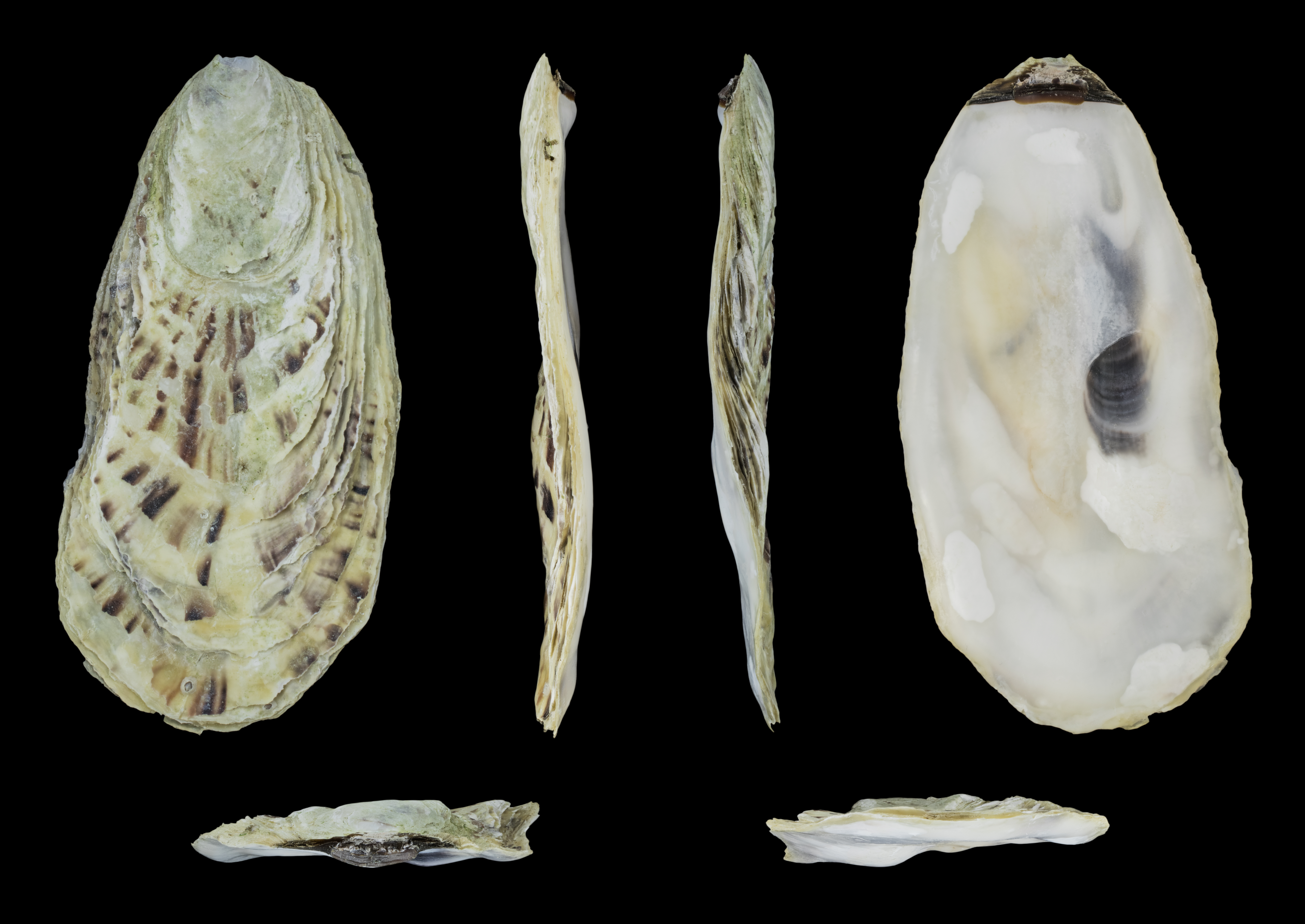
Rechte Klappe
Linke Klappe

## Geographische Verbreitung
Diese Austernart stammt ursprünglich aus den Küstengewässern des westlichen Pazifiks von Sachalin (etwa 48° N) im Norden bis nach Kyūshū (Japan) im Süden, an der Festlandsküste bis Südchina (ca. 30° N). Sie wurde aber mittlerweile über große Teile der Welt als Zuchtauster verbreitet. Nach genetischen Analysen stammten die Zuchttiere von der Küste der Präfektur Miyagi im Nordosten der japanischen Hauptinsel Honshū. Von den Austernkulturen in Europa hat sie sich weiter verbreitet. 1964 wurde die Art in der Oosterschelde (Niederlande) ausgesetzt, von wo sie sich anschließend nach Nordwesten ausbreitete und etwa 1980 das Wattenmeer bei Texel erreichte. Im Bereich der deutschen Nordseeküste wurde sie erstmals 1986 in der Nähe der ersten deutschen Austernfarm westlich von Norddeich entdeckt. Bis 2002 gab es nur wenige Pazifische Austern im Niedersächsischen Wattenmeer. Inzwischen wird befürchtet, dass das Neozoon aufgrund des Fehlens von Fressfeinden und durch mildere Winter die Miesmuscheln als vorherrschende Muscheln verdrängen könnte. Auch im Mittelmeer wurde sie angesiedelt, wo sie sich von den Austernfarmen weiter ausgebreitet hat.
Die Pazifische Auster ersetzt in der Nordsee aber nicht die dort bis 1930 durch Überfischung ausgerottete Europäische Auster (Ostrea edulis), da diese Art Austernbänke ausschließlich im flachen Sublitoral bildete.

## Lebensraum und Lebensweise
Die Pazifische Auster lebt in Küstengewässern in Tiefen von 4 bis 50 Metern. Sie bevorzugt felsigen Untergrund, akzeptiert aber auch schlammigen oder sandigen Boden mit Schalenbruchstücken oder lebenden oder toten Muscheln, auf denen sich die Larven festsetzen können. Gewöhnlich sind sie an Hartgründen mit der linken Klappe anzementiert. Sie sind Filtrierer, die Plankton aus dem Wasser filtern.
Bei einer Größe von 50 mm und einem Alter von einem Jahr sind sie bereits geschlechtsreif. Die Tiere sind zunächst Männchen, erst nach einem Jahr wechseln sie ihr Geschlecht oder auch nicht. Danach sind sie Männchen oder Weibchen, sie wechseln ihr Geschlecht nicht mehr (wie bei anderen Austernarten), sind also getrenntgeschlechtlich. Allerdings ist das Geschlechterverhältnis häufig unproportional, es gibt mehr Männchen oder mehr Weibchen. Sie laichen im Juli und August, sofern die Wassertemperatur zwischen 17 und 28 °C liegt. Die günstigste Temperatur liegt zwischen 19 und 23 °C. Die Salinität muss zwischen 23 und 28 ‰ liegen. Eine Salinität von etwa 18 ‰ resultiert bereits in einer 98 %-Letalität. Die Geschlechtsprodukte werden ins freie Wasser abgegeben. Die weiblichen Tiere produzieren pro Laichvorgang 50 bis 100 Mio. Eier. Ein Weibchen kann aber unter Umständen mehrmals ablaichen. Nach der Befruchtung im freien Wasser entstehen aus den Eiern zunächst Trochophora-Larven, die sich rasch weiter zu Veliger-Larven entwickeln. Die Veliger-Larven treiben drei bis vier Wochen im Plankton, bevor sie als Pediveliger zum Bodenleben übergehen und metamorphosieren. Die Lebenserwartung der Pazifischen Auster unter natürlichen Bedingungen wird auf 20 bis 30 Jahre geschätzt.

## Produktion
| Rang | Land                | Menge (in t) |
| ---- | ------------------- | ------------ |
| 1    | Volksrepublik China | > 1 Mio. t   |
| 2    | Südkorea            | 305.914      |
| 3    | Japan               | 158.400      |
| 4    | Frankreich          | 85.170       |
| 5    | USA                 | 21.312       |
| 6    | Taiwan              | 17.851       |
| 7    | Irland              | 10.624       |
| 8    | Kanada              | 7.997        |
| 9    | Mexiko              | 4.125        |
| 10   | Australien          | 3.182        |
| 11   | Brasilien           | 1.960        |

Die Pazifische Auster wird in ihren ursprünglichen Verbreitungsgebieten selten gefischt, sondern ganz überwiegend in Aquakultur gezüchtet. Die Menge der 2019 in Aquakultur weltweit produzierten Pazifischen Austern betrug 653.296 Tonnen und hatte einen Wert von 1,23 Milliarden US-Dollar. Die in Deutschland im Jahr 2021 erzeugte Menge an Pazifischen Austern lag bei 50 Tonnen.

In Aquakulturen sind die Pazifischen Austern insbesondere im Larvenstadium von einem Virus betroffen, dem Ostreiden Herpesvirus 1, das zu erheblichen Verlusten führen kann und eine hohe ökonomische Bedeutung bei der Austernzucht besitzt. Das Virus kann keine anderen Tiere infizieren. Die Letalität bei adulten Austern beträgt bis zu 30 %, bei juvenilen bis zu 100 %. Der Ausbruch der Infektionskrankheit ist temperaturabhängig. Das Virus wird ab einer Wassertemperatur von etwa 16 °C aktiv.

## Verwendung
In Asien werden die Pazifischen Austern üblicherweise als „Fleischaustern“ verwendet, also in zubereiteter Form genossen. Sie dienen auch als Ausgangsprodukt für Derivate wie z. B. Austernsauce. In Europa werden sie fast ausschließlich roh konsumiert („geschlürft“). Sie werden üblicherweise als fines de claires angeboten, gelegentlich auch nach ihrer Herkunft. Bekannte Provenienzen sind „Cancale“ und „Marennes-Oléron“ (Frankreich), sowie „Sylter Royal“ (Deutschland), „Loch Fyne“ (Schottland) und „Willapa“ (Vereinigte Staaten).

## Taxonomie

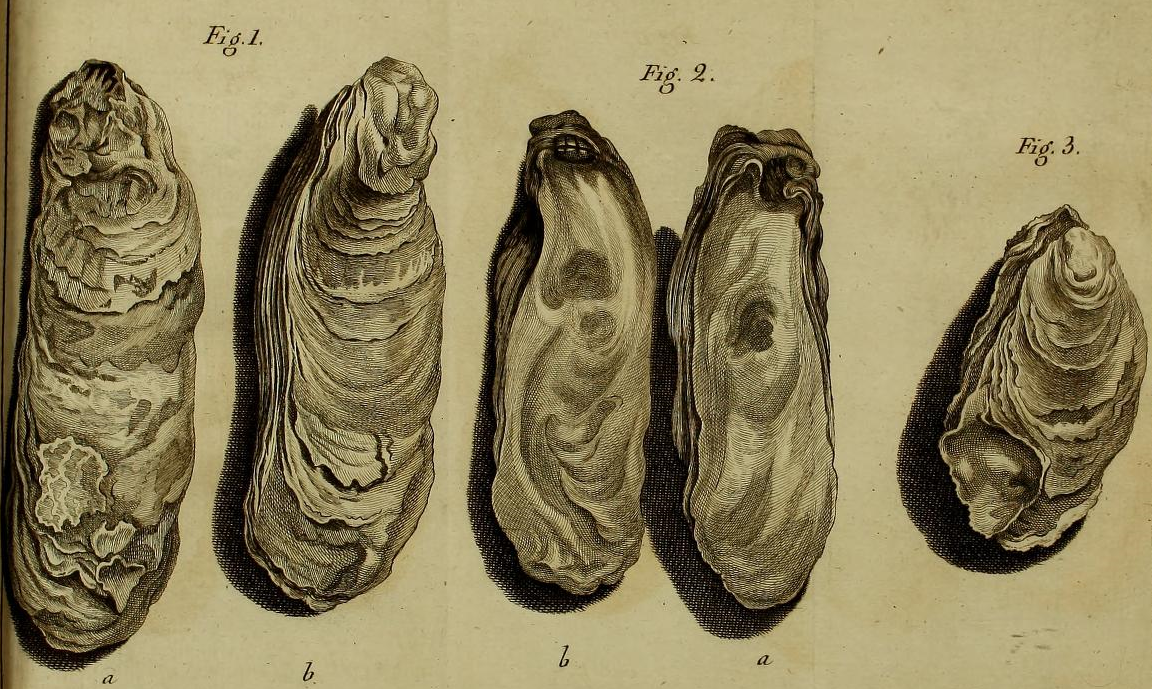
Magallana gigas, Originalabbildung aus Thunberg, 1793: Taf. 6, Fig. 1–3

Das Taxon wurde 1793 von Carl Peter Thunberg als Ostrea gigas beschrieben. Sie wird heute zur Gattung Magallana gestellt, die Gattung wurde erst 2016 von Salvi & Mariottini basierend in erster Linie auf molekularbiologischen Daten aufgestellt.